# آب‌چکان

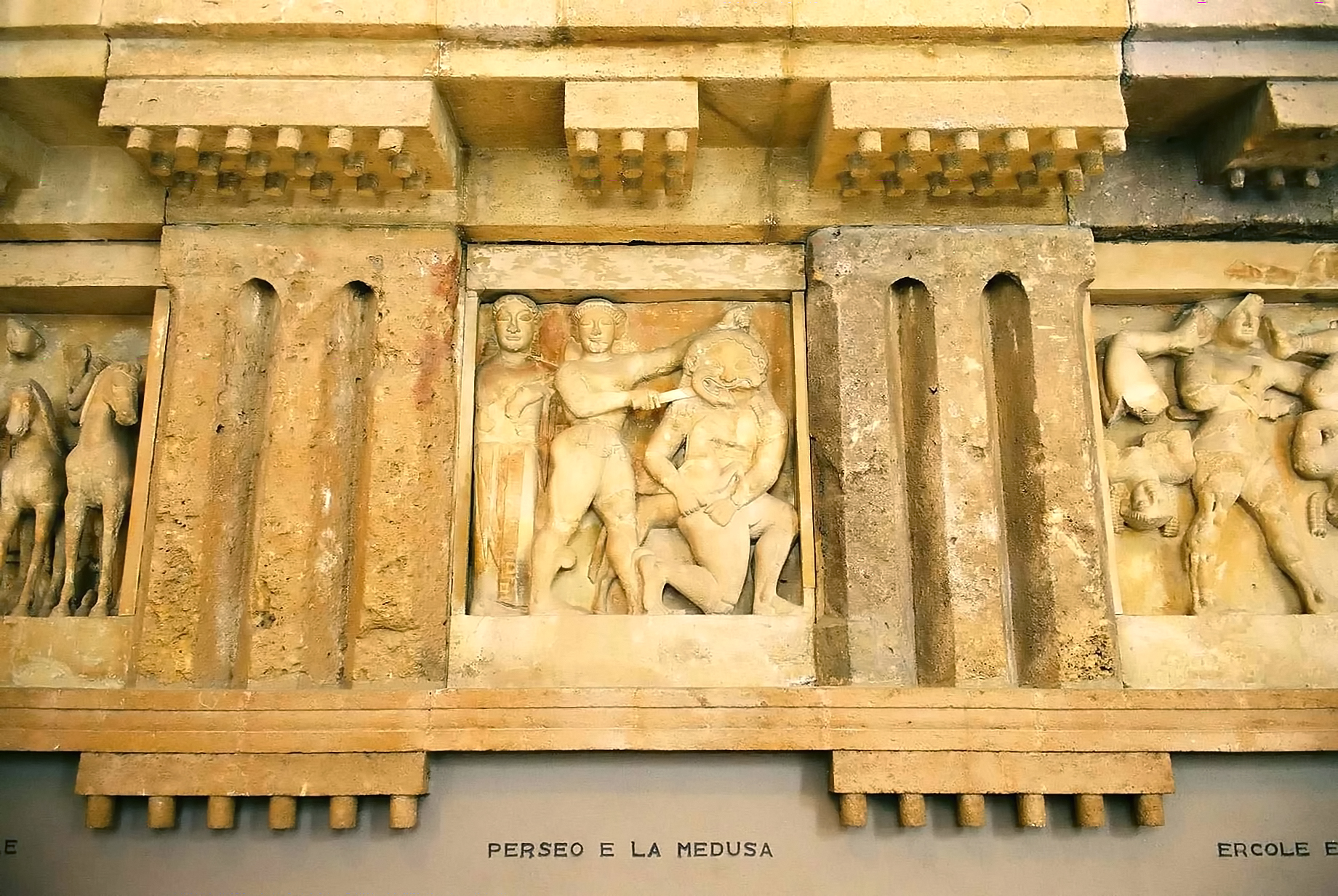
آب‌چکان‌هایی به شکل استوانه‌های کوچک که به صورت تزئینی در نیایشگاه C در مجموعهٔ سلینونته سیسیل به کار رفته‌اند.

در ساختمان‌سازی، شیار یا افزوده‌هایی به شکل استوانه‌های کوچک که در زیر قرنیز جای دارند، آب‌چکان نام دارد.
قرنیز حتماً باید آبچکان داشته باشد و عمق مورد نظر شیار آب‌چکان باید طوری باشد که به راحتی آب خارج شود و به دیوار طرفین نفوذ ننماید.
به منظور تعبیه آب‌چکان در قسمت زیرین سنگ، شیاری به شکل سه‌گوش در سراسر طول قرنیز ایجاد می‌نماید. اگر قرنیز یک طرفه باشد شیب به سمت بنا و اگر دو طرفه باشد ملات وسط را، کمی بلندتر از حد معمول در نظر می‌گیرند.